# Princess of the Bibliophile
Princess of the Bibliophile ou Bibliophile Princess (虫かぶり姫, Mushikaburi-hime) est une série de light novel japonaise écrite par Yui et illustrée par Satsuki Shiina. Elle paraît initialement sous la forme d'une série littéraire publiée en ligne entre septembre 2015 et janvier 2022 sur le site Shōsetsuka ni narō. Ses droits sont ensuite acquis par Ichijinsha, avec sept volumes parus depuis juillet 2016 sous le label Iris NEO.
Une adaptation en manga dessinée par Yui Kikuta est prépubliée dans le magazine josei Monthly Comic Zero Sum d'Ichijinsha depuis août 2018. Elle est assemblée en sept volumes tankōbon au 31 octobre 2022. Une adaptation en série télévisée d'animation produite par le studio Madhouse est diffusée entre octobre et décembre 2022.

## Personnages
Elianna Bernstein (エリアーナ・ベルンシュタイン, Eriāna Berunshutain)
Voix japonaise : Reina Ueda
Christopher Selkirk Ashelard (クリストファー・セルカーク・アッシェラルド, Kurisutofā Serukāku Assherarudo)
Voix japonaise : Ryōhei Kimura
Alexei Strasser (アレクセイ・シュトラッサー, Arekusei Shutorassā)
Voix japonaise : Koki Uchiyama
Gren Eisenach (グレン・アイゼナッハ, Guren Aizenahha)
Voix japonaise : Yūma Uchida (en)
Theodore Warren Ashelard (テオドール・ウォーレン・アッシェラルド, Teodōru Wōren Assherarudo)
Voix japonaise : Wataru Hatano
Alan Ferrera (アラン・フェレーラ, Aran Ferēra)
Voix japonaise : Gen Satō
Irvine Olanza (アーヴィン・オランザ, Āvuin Oranza)
Voix japonaise : Yōhei Azakami
Alfred Bernstein (アルフレッド・ベルンシュタイン, Arufureddo Berunshutain)
Voix japonaise : Nobunaga Shimazaki
Jean (ジャン, Jan)
Voix japonaise : Taku Yashiro

## Production et supports

### Light novel
La série littéraire est d'abord mise en ligne par Yui sur le site japonais d'auto-publication Shōsetsuka ni narō entre le 13 septembre 2015 et le 23 janvier 2022. Ichijinsha acquiert ensuite les droits de la série et elle est publiée au format light novel sous le label Iris NEO avec des illustrations de Satsuki Shiina. Le premier volume imprimé paraît le 1er juillet 2016.  En octobre 2022, sept volumes ont été publiés.

#### Liste des volumes
| no | Japonais                                                                           | Japonais         | Japonais          |
| no | Titre                                                                              | Date de sortie   | ISBN              |
| -- | ---------------------------------------------------------------------------------- | ---------------- | ----------------- |
| 1  | 虫かぶり姫 (Mushikaburi hime)                                                      | 1er juillet 2016 | 978-4-75-804848-4 |
| 2  | 花守り虫と祈りを捧げる使者 (Hana mamori mushi to inori o sasageru shisha)          | 2 février 2017   | 978-4-75-804912-2 |
| 3  | 蝶々たちの踊る聖夜の祝宴 (Chōchō-tachi no odoru seiya no shukuen)                  | 2 août 2017      | 978-4-75-804975-7 |
| 4  | 春を待つ虫、琥珀の願 (Haru o matsu mushi, kohaku no gan)                           | 2 août 2018      | 978-4-75-809086-5 |
| 5  | 冬下虫の見る夢、決別の目覚め (Fuyu shita mushi no miru yume, ketsubetsu no mezame) | 2 juillet 2019   | 978-4-75-809185-5 |
| 6  | 冬下虫の蠢動、光の道標 (Fuyu shita mushi no shundō, hikari no dōhyō)               | 2 février 2022   | 978-4-75-809435-1 |
| 7  | 青天の羅針盤と春告げ鳥 (Seiten no rashin ban to harutsuge tori)                    | 4 octobre 2022   | 978-4-75-809496-2 |

### Manga
Une adaptation en manga dessinée par Yui Kikuta est prépubliée dans le magazine Monthly Comic Zero Sum d'Ichijinsha depuis le 28 août 2018. Le premier volume tankōbon paraît le 25 avril 2019. En octobre 2022, sept volumes ont été publiés.
Une version française du manga éditée par nobi nobi ! sous le titre Bibliophile Princess est annoncée pour avril 2023.

### Liste des volumes
| no                                                           | Japonais         | Japonais                            | Français       | Français          |
| no                                                           | Date de sortie   | ISBN                                | Date de sortie | ISBN              |
| ------------------------------------------------------------ | ---------------- | ----------------------------------- | -------------- | ----------------- |
| 1                                                            | 25 avril 2019    | 978-4-7580-3432-6                   | 5 avril 2023   | 978-2-3734-9983-4 |
| 2                                                            | 25 octobre 2019  | 978-4-7580-3466-1                   | 7 juin 2023    | 978-2-3849-6056-9 |
| 3                                                            | 25 avril 2020    | 978-4-7580-3504-0                   | —              |                   |
| 4                                                            | 30 novembre 2020 | 978-4-7580-3564-4                   | —              |                   |
| 5                                                            | 31 mai 2021      | 978-4-7580-3611-5                   | —              |                   |
| 6                                                            | 28 février 2022, | 978-4-7580-3718-1 978-4-7580-3719-8 | —              |                   |
| Une édition spéciale de ce tome est accompagnée d'un livret. |                  |                                     |                |                   |
| 7                                                            | 31 octobre 2022  | 978-4-7580-3806-5                   | —              |                   |

### Anime
Une adaptation en série d'animation produite par le studio Madhouse est annoncée le 28 janvier 2022. La série est dirigée par Tarō Iwasaki, avec des scénarios écrits par Mitsutaka Hirota, des dessins de personnages par Mizuka Takahashi et une musique composée par Yūko Fukushima et Tomotaka Ōsumi,. Elle est diffusée pour la première fois depuis le 6 octobre 2022 sur AT-X, Tokyo MX, Kansai TV et BS NTV,. La chanson thème d'ouverture intitulée Prologue est interprétée par Yuka Iguchi, tandis que la chanson thème de fin est Kawabyōshi (革表紙, litt. « Reliure en cuir ») est chantée par Kashitarō Itō. En France, la série est diffusée par Animation Digital Network.

### Liste des épisodes
| No | Titre français                                           | Titre japonais             | Titre japonais                            | Date de 1re diffusion |
| No | Titre français                                           | Kanji                      | Rōmaji                                    | Date de 1re diffusion |
| -- | -------------------------------------------------------- | -------------------------- | ----------------------------------------- | --------------------- |
| 1  | Prétendue Fiancée                                        | 見せかけの婚約者           | Misekake no konyakusha                    | 6 octobre 2022        |
| 2  | One Woman Show                                           | 一人芝居                   | Hitorishibai                              | 13 octobre 2022       |
| 3  | Puis ils étaient deux                                    | そして二人は               | Soshite futari wa                         | 20 octobre 2022       |
| 4  | Le Voyageur des Étoiles                                  | 星の旅人                   | Hoshi no tabibito                         | 27 octobre 2022       |
| 5  | Le Trésor du prince et de sa bien-aimée                  | 王子と彼女の宝物           | Ōji to kanojo no takaramono               | 3 novembre 2022       |
| 6  | Le Festival de chasse et une mission en solitaire        | 狩猟祭と孤独な公務         | Shuryōsai to kodoku na kōmu               | 10 novembre 2022      |
| 7  | Le Fantôme d'Eidel                                       | エイデルの亡霊             | Eideru no bōrei                           | 17 novembre 2022      |
| 8  | L'Insecte protecteur de la fleur et son émissaire priant | 花守り虫と祈りを捧げる使者 | Hanamori mushi to inori o sasageru shisha | 24 novembre 2022      |
| 9  | Une lettre de la Princesse aux Perles                    | 真珠姫からの手紙           | Shinju hime kara no tegami                | 1er décembre 2022     |
| 10 | Les Espoirs des papillons                                | 蝶々たちの思惑             | Chōchō-tachi no omowaku                   | 8 décembre 2022       |
| 11 | Un inconvénient                                          | お邪魔虫                   | Ojamamushi                                | 15 décembre 2022      |
| 12 | Les papillons valsent au banquet de Yule                 | 蝶々たちの踊る聖夜の祝宴   | Chōchō-tachi no odoru seiya no shukuen    | 22 décembre 2022      |